# Le Freney-d'Oisans
Le Freney-d'Oisans là một xã thuộc tỉnh Isère, vùng Rhône-Alpes đông nam nước Pháp. Xã này nằm ở khu vực có độ cao trung bình 927 mét trên mực nước biển.